# ياء الإضافة
ياء الإضافة: عبارة عن ياء المتكلم، وهي ضمير متصل بالاسم والفعل والحرف.
والفرق بين ياءات الإضافة وياءات الزوائد:
أن ياءات الإضافة ثابتة في المصاحف، لكنها زائدة عن أصل الكلمة، بخلاف ياءات الزوائد محذوفة من المصاحف، لكنها قد تكون زائدة وقد تكون أصلية؛ كما أن الخلاف في ياءات الإضافة بين الفتح والإسكان، وفي ياءات الزوائد بين الحذف والإثبات.
وياءات الإضافة في القرآن على ثلاثة أضرب:
ما أجمعوا على إسكانه، وجملته: (566)، وما أجمعوا على فتحه، وجملته: (98)، وما اختلف فيه بين الفتح والإسكان، وجملته: (212)، وهذا القسم هو الذي فصل فيه علماء القراءات في كتبهم، وقد قسموه إلى ستة أقسام.

## تعريف ياء الإضافة
ياء الإضافة: عبارة عن ياء المتكلم، وهي ضمير متصل بالاسم والفعل والحرف، فتكون مع الاسم مجرورة المحل، ومع الفعل منصوبته، ومع الحرف منصوبته ومجرورته بحسب عمل الحرف، نحو: نفسي، وفطرني، ولي.
ولا بد في الفعل من النون؛ لئلا يقع الكسر في الفعل، فأما في الاسم فلا؛ لأنه يدخله الجر.

## الفرق بين ياءات الإضافة وياءات الزوائد
1. أن ياءات الإضافة ثابتة في المصاحف، وياءات الزوائد محذوفة.
2. أن ياءات الإضافة زائدة على الكلمة، أي: ليست من أصل الكلمة، فهي كهاء الضمير، بخلاف ياءات الزوائد فقد تأتي أصلية وقد تأتي زائدة.
3. أن الخلاف في ياءات الإضافة بين الفتح والإسكان، والخلاف في ياءات الزوائد بين الحذف والإثبات.[1]

## علة الفتح والإسكان في ياءات الإضافة
وجه الفتح: أنها ضمير على حرف واحد، قابل لحركة الفتح، واقع في موضع النصب والجر، فحرك، كالكاف والهاء.
ووجه الإسكان: التخفيف؛ لأن حروف العلة تثقل عليها الحركة، وإن كانت فتحة، وكلاهما لغة فصيحة.

## أنواع ياءات الإضافة
ياءات الإضافة في القرآن على ثلاثة أضرب.
الأول: ما أجمعوا على إسكانه، وهو الأكثر لمجيئه على الأصل، نحو {إِنِّي جَاعِلٌ، فَمَنْ تَبِعَنِي، وَاشْكُرُوا لِي}، وجملته: خمسمائة وست وستون ياء.
الثاني: ما أجمعوا على فتحه، وذلك لموجب، نحو: {بَلَغَنِيَ الكِبَرُ، هُدَايَ، يَدِيَ إِلَيَّ} وجملته: ثمان وتسعون موضعًا.
الثالث: ما اختلفوا في إسكانه وفتحه، وجملته: مائتا ياء واثنتا عشرة ياء.
فمجموع ياءات الإضافة في القرآن الكريم: ثمانمائة وست وسبعون ياء.

## أنواع ياءات الإضافة المختلف فيها
ياءات الإضافة المختلف فيها (212) تنقسم إلى ستة أقسام:
الأول: ياء إضافة بعدها همزة قطع مفتوحة، وعددها: تسع وتسعون موضعًا.
القاعدة: يفتحها نافع وابن كثير وأبو عمرو، ويسكنها الباقون، إلا خمسًا وثلاثين موضعًا خرجت عن هذه القاعدةـ فاختص بعضهم بفتحها أو شاركهم فيها غيرهم.
الشاهد من متن الشاطبية:
فتسعون مع همز بفتح وتسعها... «سما» فتحها إلا مواضع هملا
ومدلول سما عند الشاطبي: نافع وابن كثير وأبو عمرو.
الثاني: ياء إضافة بعدها همزة قطع مكسورة، وعددها: اثنان وخمسون موضعًا.
القاعدة: يفتحها نافع وأبو عمرو، ويسكنها الباقون، إلا أربعًا وعشرين موضعًا خرجت عن هذه القاعدةـ فاختص بعضهم بفتحها أو شاركهم فيها غيرهم.
الشاهد من الشاطبية:
وثنتان مع خمسين مع كسر همزة... بفتح «أ» ولي «حـ» كم سوى ما تعزلا
ومدلول «أ» و«ح»: هما نافع وأبو عمرو.
الثالث: ياء إضافة بعدها همزة قطع مضمومة، وعددها: عشرة مواضع.
القاعدة: يختص بفتحها نافع.
الشاهد من الشاطبية:
............................        وعشر يليها الهمز بالضم مشكلا
فعن نافع فافتح ....          ...................................
الرابع: ياء إضافة بعدها «ال» التعريف، وعددها: أربعة عشر موضعًا.
الخامس: ياء إضافة بعدها همزة وصل، وعدد: سبعة مواضع.
السادس: ياء إضافة بعدها حرف غير الهمز، وعددها: ثلاثون موضعًا.
وهذه الأنواع الثلاثة الأخيرة ليس لها قواعد مطردة، بل هي كلمات متفرقة اختلف فيها القراء بين الفتح والإسكان.